# Marcia Griffiths
Marcia Llyneth Griffiths (ur. 23 listopada 1949 w Kingston) – jamajska piosenkarka. Była członkinią I Threes, trio wokalistek wspierających na scenie i w studiu Boba Marleya i The Wailers.

## Życiorys
Urodzona w Kingston na Jamajce Griffiths rozpoczęła karierę w 1964 roku, występując na scenie z Byronem Lee i jego zespołem the Dragonaires. Jej występy były na tyle imponujące, że różne jamajskie wytwórnie płytowe zaproponowały jej kontrakty nagraniowe. Zdecydowała się nagrywać dla wytwórni Dodd's Studio One, gdzie współpracowała przy serii utworów z wokalistami takimi jak Tony Gregory („You're Mine”), Bob Marley („Oh My Darling”), Jeff Dixon („Words”) i Bob Andy („Always Together”). W 1968 roku odniosła swój pierwszy sukces jako artystka solowa wydając utwór „Feel Like Jumping”.
Od 1970 do 1974 współpracowała z Bobem Andym jako duet (Bob and Marcia). Nagrywała także dla Lloyda Charmersa.
W latach 1974–1981 była członkinią I Threes, trio wokalistek wspierających Boba Marleya & the Wailers. W latach 70. kontynuowała nagrywanie jako artystka solowa, współpracując z takimi producentami jak Sonia Pottinger i Joseph Hoo Kim.
W 1983 roku wydała własną wersję piosenki Bunny Wailera „Electric Boogie”. Chociaż wersja z 1983 roku stała się niewielkim hitem, piosenka została zremiksowana w 1989 roku i osiągnęła 51 miejsce na liście Billboard Hot 100 w USA, co czyni ją jej najbardziej udanym singlem. Jest to do chwili obecnej najlepiej sprzedający się singel piosenkarki reggae wszech czasów. 
Griffiths pojawiła się na albumie True Love zespołu Toots and the Maytals, który zdobył nagrodę Grammy w 2004 roku w kategorii Najlepszy Album Reggae i wystąpiło na nim wielu wybitnych muzyków, w tym Willie Nelson, Eric Clapton, Jeff Beck, Trey Anastasio, Gwen Stefani / No Doubt, Ben Harper, Bonnie Raitt, Manu Chao, The Roots, Ryan Adams, Keith Richards, Toots Hibbert, Paul Douglas, Jackie Jackson, Ken Boothe i The Skatalites.
Griffiths pojawiła się w filmie dokumentalnym Reggae Got Soul: The Story of Toots and the Maytals z 2011 roku, który został zaprezentowany w BBC.
W październiku 2014 roku Griffiths otrzymała jamajski Order Wyróżnienia.
W październiku 2023 r. Griffiths została odznaczona Orderem Jamajki.

## Dyskografia
- Sweet Bitter Love (1974)
- Naturally (1978)
- Steppin (1979)
- Rock My Soul (1984)
- Marcia (1988)
- Carousel (1990)
- Indomitable (1995)
- Land of Love (1997)
- Collectors Series (1998)
- Truly (1998)
- Certified (1999)
- Reggae Max (2003)
- Shining Time (2005)
- Melody Life (2007)
- Marcia Griffiths & Friends (2012)
- Timeless (2019)